# Устье (Шиковская волость)
Устье — деревня в Шиковской волости Островского района Псковской области.
Расположена в 46 км к востоку от города Острова и в 4 км к югу от волостного центра, деревни Шики.
Численность населения деревни по состоянию на 2000 год составляла 6 человек.